# Архангельское 1-е
Арха́нгельское 1-е — деревня Петровского сельского поселения Измалковского района Липецкой области России. Стоит на левом берегу реки Ясенок.

## География
Деревня находится в западной части Липецкой области, в лесостепной зоне, на левом берегу реки Ясенок, к западу от автодороги 42К-427.

### Климат
Климат характеризуются как умеренно континентальный, с умеренно холодной продолжительной зимой и тёплым летом. Средняя температура воздуха самого холодного месяца (января) — −11 — −9,9 °C; самого тёплого месяца (июля) — 19,5 — 20 °C. Вегетационный период длится в среднем 180 дней. Среднегодовое количество атмосферных осадков варьирует в пределах от 450 до 500 мм, из которых около 75 % выпадает в тёплый период в виде дождя.

## История
В середине XVIII века помещица М. Г. Васинова купила у межевой канцелярии землю близ реки Ясенок и поселила на ней деревню Арха́нгельскую. Название она дала по приходу Архангельской церкви, который был на родине Васиновой.
Позже Архангельская разделилась на два селения — Архангельское 1-е и 2-е Архангельское; 1-е расположилось южнее 2-го.

## Население
| 2010 |
| ---- |
| 4    |